# Cecropia polystachya
Cecropia polystachya är en nässelväxtart som beskrevs av Trec.. Cecropia polystachya ingår i släktet Cecropia och familjen nässelväxter. Inga underarter finns listade i Catalogue of Life.